# Nitophyllum
Nitophyllum nom. cons., rod crvenih algi iz porodice Delesseriaceae, smješten u tribus Nitophylleae. 
Postoje 33 priznate vrste, tipična vrsta je morska alga Nitophyllum punctatum

## Vrste
1. Nitophyllum acrospermum J.Agardh
2. Nitophyllum adhaerens M.J.Wynne
3. Nitophyllum albidum Ardissone
4. Nitophyllum cincinnatum I.A.Abbott
5. Nitophyllum crispum (Kützing) J.Agardh
6. Nitophyllum dentatum Bornet
7. Nitophyllum divaricatum W.R.Taylor
8. Nitophyllum dotyi I.A.Abbott
9. Nitophyllum fallax J.Agardh
10. Nitophyllum flabellatum Ercegovic
11. Nitophyllum galapagense W.R.Taylor
12. Nitophyllum geminatum K.N.Deckenbach
13. Nitophyllum hollenbergii (Kylin) I.A.Abbott
14. Nitophyllum hommersandii Showe M.Lin & Fredericq
15. Nitophyllum lindaueri Levring
16. Nitophyllum magontanum J.J.Rodríguez y Femenías
17. Nitophyllum marginale (Kützing) J.Agardh
18. Nitophyllum marmoratum J.J.Rodríguez y Femenías
19. Nitophyllum micropunctatum Funk
20. Nitophyllum nitidum J.J.Rodríguez y Femenías ex J.Agardh
21. Nitophyllum northii Hollenberg & I.A.Abbott
22. Nitophyllum paessleri Pilger
23. Nitophyllum peruvianum (Montagne) M.Howe
24. Nitophyllum pulchellum Harvey
25. Nitophyllum punctatum (Stackhouse) Greville - tipična
26. Nitophyllum reptans Zanardini
27. Nitophyllum rotundum Funk
28. Nitophyllum semicostatum J.Agardh
29. Nitophyllum stellatocorticatum Okamura
30. Nitophyllum tongatense Grunow
31. Nitophyllum tristromaticum J.J.Rodríguez y Femenías ex Mazza
32. Nitophyllum ulvoideum (Turner) W.J.Hooker
33. Nitophyllum wilkinsoniae Collins & Hervey